# Theodor Șerbănescu
Theodor Șerbănescu (n. 29 decembrie 1839, Tecuci – d. 2 iulie 1901, Brăila) a fost un poet și traducător român in cercul societății literare Junimea , membru corespondent, din 1894, al Academiei Române, la secțiunea literară.

Bustul lui Theodor Şerbănescu în parcul Cișmigiu din București (operă a sculptorului Filip Marin Monument cod LMI B-III-m-B-20044

## Biografie
S-a născut la Tecuci într-o familie care făcea parte din mica boierime. Tatăl sau era Eni Șerban, boiernaș, iar mama sa Smaranda. Si-au schimbat numele în Șerbănescu. Theodor Șerbănescu își va desăvârși studiile în orașul natal, la Iași și la București. A debutat cu poezii în „Ateneul român”. Colaboreaza la „Convorbiri literare”, „Albina Pindului”, „Literatura și arta română”.
Debutul de publicist este în „Steaua Dunării”. În anul 1868 devine membru al societății „Junimea”.
Urmează o carieră militară și în anul 1873 primește gradul de căpitan. Demisionează din armată și se retrage la Tecuci. În anul 1876 este numit prefect al județului Cahul. Reintră în armată în anul 1877 cu gradul de maior și participă la asaltul Plevnei. Scrie poezia „Marșul călărașilor”. Este avansat până la gradul de colonel, dar divergențele cu superiorii și firea sa boemă îl determină să se retragă din armată. În perioada când avea gradul de colonel, Theodor Șerbănescu a fost comandantul Regimenului 10 Dorobanți din Brăila.
În anul 1894 devine membru corespondent al Academiei Române. Cu versuri dedicate celor mai nobile sentimente, Theodor Șerbănescu este văzut de către Nicolae Petrașcu drept „un poet sentimental, natural, instinctiv”.

## Scrieri
- Poezii alese, cu introduceri de Ion Petrovici și Nicolae Cartojan, Editura Scrisul Românesc, Craiova.
- În anul 1879 traduce, în colaborare cu Ollanescu-Ascanio, „Visul Dochiei” de Frédéric Damé.

## Vezi și
- Bustul lui Theodor Șerbănescu din București